# Ca dao Việt Nam
Ca dao là thơ ca dân gian Việt Nam được truyền miệng dưới dạng những câu hát không theo một điệu nhất định, thường phổ biến theo thể thơ lục bát cho dễ nhớ, dễ thuộc. Ca dao là một từ Hán Việt, theo từ nguyên, ca là bài hát có chương khúc, giai điệu; dao là bài hát ngắn, không có giai điệu, chương khúc.